# الیزابت ال. گاردنر
الیزابت ال. گاردنر (به انگلیسی: Elizabeth L. Gardner) (‏۲۲–۱۹۲۱ دسامبر ۲۰۱۱) یک خلبان آمریکایی در جنگ جهانی دوم بود که به عنوان عضو خلبانان خدمات نیروی هوایی زنان (WASP) خدمت می‌کرد. او یکی از اولین خلبانان زن آمریکایی و سوژه یک عکس مشهور بود که در صندلی خلبان مارتین بی-۲۶ مارودر نشسته بود.
در سال ۲۰۰۹، به ۳۰۰ خلبان زنده WASP از طریق استناد به یک مدال طلای کنگره اهدا شد.

## اوایل زندگی و خانواده
گاردنر در سال ۱۹۲۱ در راک‌فورد، ایلینوی، ایالات متحده آمریکا به دنیا آمد، وی در سال ۱۹۳۹ از دبیرستان راکفورد فارغ‌التحصیل شد. او قبل از شروع جنگ، مادر و خانه‌دار بود. پس از ازدواج، نام خانوادگی رمبا را گرفت.

## حرفه نظامی
گاردنر که به عنوان عضو WASP ثبت نام کرده بود، دو روز آموزش تحت نظارت سرهنگ پل تیبت داشت که بعداً فرماندهی بوئینگ بی-۲۹ سوپرفورترس را که اولین بمب اتمی در هیروشیما را انداخته بود، به عهده داشت. هنگامی که حدود ۲۲ سال داشت، سوژه یک عکس تاریخی چندین بار بازتولید شده بود. نسخه اصلی در دفتر ملی بایگانی و مدارک آمریکا نگهداری می‌شود.
این عکس نشان دهنده جایگاه زنان در خدمت کشورشان بود.